# Maria Mitchell
Maria Mitchell (Nantucket, 1 de agosto de 1818-Lynn, 28 de junio de 1889) fue una astrónoma, bibliotecaria, naturalista y educadora estadounidense. En 1847, descubrió un cometa llamado 1847 VI (denominación moderna C/1847 T1) que más tarde se conoció como el "Miss Mitchell's Comet" en su honor. Ganó una medalla de oro por su descubrimiento, que le fue entregada por el rey Christian VIII de Dinamarca en 1848. Fue la primera mujer conocida internacionalmente en trabajar como astrónoma profesional y profesora de astronomía después de aceptar un puesto en el Vassar College. En 1865. También fue la primera mujer elegida miembro de la Academia Estadounidense de Artes y Ciencias y la Asociación Estadounidense para el Avance de la Ciencia.

## Primeros años (1818-1846)

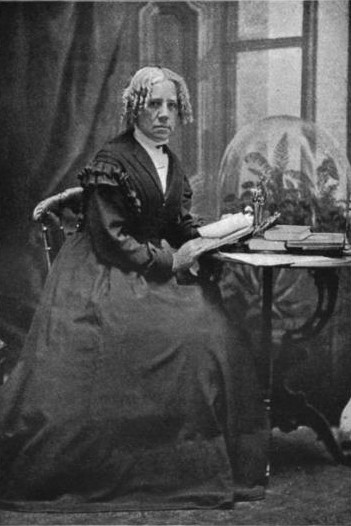
Maria Mitchell

Maria Mitchell nació el 1 de agosto de 1818 en Nantucket, (a 30 millas de Cape Cod), Massachusetts. Sus padres eran Lydia Coleman Mitchell, una bibliotecaria, y William Mitchell, un maestro de escuela y astrónomo aficionado. La tercera de diez hijos, Mitchell y sus hermanos fueron criados en la Sociedad Religiosa de los Amigos (Quakers), una fe con principios que valoran la educación y el trabajo sensato. Su padre educó a todos sus hijos sobre la naturaleza y la astronomía y el empleo de su madre en dos bibliotecas les dio acceso a una variedad de conocimientos. Mitchell mostró en particular tanto interés como talento por la astronomía y las matemáticas avanzadas. Su padre le enseñó a operar una serie de instrumentos astronómicos, incluidos cronómetros, sextantes, telescopios refractores simples y telescopios Dolland. Mitchell a menudo ayudaba a su padre en su trabajo con los marineros locales y en sus observaciones del cielo nocturno.
Los padres de Mitchell, como otros Quakers, valoraban la educación e insistían en darle el mismo acceso a la educación que recibían los niños. Tuvo la suerte de que su padre fuera un dedicado maestro de escuela pública que se interesara por las matemáticas y la astronomía; se ocupó de que Mitchell, quien mostró especial interés y talento, y todos sus hijos fueran adoctrinados con conocimientos de astronomía. Además, la importancia de Nantucket como puerto ballenero significó que las esposas de los marineros se quedaran durante meses, a veces años, para administrar los asuntos en casa mientras sus maridos estaban en el mar, fomentando así una atmósfera de relativa independencia e igualdad para las mujeres que llamaban hogar a la isla.
Después de asistir a la pequeña escuela Elizabeth Gardner en sus primeros años de infancia, Mitchell asistió a la escuela secundaria North, donde William Mitchell fue el primer director. Dos años después de la fundación de esa escuela, cuando ella tenía 11 años, su padre fundó su propia escuela en Howard Street. Allí, era estudiante y también asistente de enseñanza de su padre . En casa, su padre le enseñó astronomía usando su telescopio personal. A los 12 años y medio ayudó a su padre a calcular el momento exacto de un eclipse solar, en 1831.
La escuela de su padre cerró, y luego asistió a la escuela para señoritas del ministro unitario Cyrus Peirce hasta los 16 años. Más tarde, trabajó para Peirce como su asistente de enseñanza antes de abrir su propia escuela en 1835. Mitchell desarrolló métodos de enseñanza experimentales, que practicó en sus futuros puestos de enseñanza. Ella tomó la decisión de permitir que los niños no blancos asistieran a su escuela, un movimiento controvertido ya que la escuela pública local todavía estaba segregada en ese momento.
Mitchell comenzó a trabajar como la primera bibliotecaria del Nantucket Atheneum en 1836 y ocupó este puesto durante 20 años. Las limitadas horas de funcionamiento de la institución le permitieron ayudar a su padre con una serie de observaciones astronómicas y cálculos geográficos para el U.S. Coast Survey y continuar con su propia educación. Mitchell y su padre trabajaban en un pequeño observatorio construido en el techo del edificio Pacific Bank con un telescopio ecuatorial de cuatro pulgadas proporcionado por la encuesta. Además de buscar nebulosas y estrellas dobles, produjeron latitudes y longitudes calculando las altitudes de las estrellas y las culminaciones y ocultaciones de la luna, respectivamente.
Quedan pocos de sus documentos personales de antes de 1846. Se cree que la familia Mitchell fue testigo de documentos personales de compañeros de Nantucketers que volaron por la calle por el gran Incendio de 1846, y debido al miedo a otro incendio, quemó sus propios documentos para mantenerlos en privado.

## Descubrimiento del "Miss Mitchell's Comet" (1846-1849)

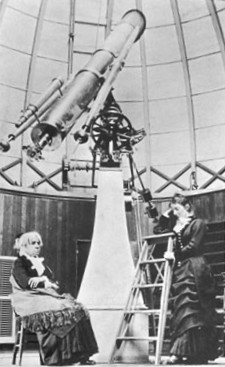
Maria Mitchell (sentada) dentro de la cúpula del Observatorio del Vassar College, con su alumna Mary Watson Whitney (de pie), alrededor de 1877

A las 10:50 p. m. de la noche del 1 de octubre de 1847, Mitchell descubrió el cometa 1847 VI (designación moderna C/1847 T1) usando un telescopio refractor Dollond con tres pulgadas de apertura y cuarenta y seis pulgadas de distancia focal. Ella había notado que el objeto desconocido volaba por el cielo en un área donde previamente no había notado ninguna otra actividad y creía que era un cometa. El cometa más tarde se conoció como el "Cometa de la señorita Mitchell". Mitchell publicó un aviso de su descubrimiento en el Diario de Silliman en enero de 1848 con el nombre de su padre. Al mes siguiente, presentó su cálculo de la órbita del cometa, asegurando su afirmación como descubridor original. Mitchell fue galardonada en la Convención de Seneca Falls por el descubrimiento y cálculo (más tarde ese año).
En 1848, Mitchell recibió una medalla de oro por su  descubrimiento por el rey Christian VIII de Dinamarca. Este premio había sido establecido previamente por el rey Federico VI de Dinamarca para honrar al "primer descubridor" de cada nuevo cometa telescópico, un cometa demasiado tenue para ser visto a simple vista. Una cuestión de crédito surgió temporalmente porque Francesco de Vico había descubierto de forma independiente el mismo cometa dos días después de Mitchell, pero lo informó primero a las autoridades europeas. La cuestión se resolvió a favor de Mitchell y ella recibió el premio. Su medalla estaba inscrita con la línea 257 del Libro I de las georgicas de Virgilio: "Non Frustra Signorum Obitus Speculamur et Ortus" (Español: No en vano observamos el escenario y la salida [de las estrellas]).  Las únicas mujeres anteriores que descubrieron un cometa fueron las astrónomas Caroline Herschel y Maria Margarethe Kirch.

## Años intermedios (1849-1864)
Mitchell se convirtió en una celebridad tras su descubrimiento y premios, con cientos de artículos periodísticos escritos sobre ella en la década siguiente. En su casa de Nantucket, entretuvo a varios académicos destacados de la época, como Ralph Waldo Emerson, Herman Melville, Frederick Douglass y Sojourner Truth. En 1849, Mitchell aceptó un puesto de informática para el Estudio de la costa de los Estados Unidos realizado en la Oficina del Almanaque Náutico de los Estados Unidos. Su trabajo consistió en rastrear los movimientos de los planetas, particularmente Venus, y compilar tablas de sus posiciones para ayudar a los navegantes en la navegación
Mitchell viajó a Europa en 1857. Mientras estaba en el extranjero, recorrió los observatorios de los astrónomos europeos contemporáneos Sir John y Caroline Herschel y Mary Somerville. También habló con varios filósofos naturales, incluidos Alexander von Humboldt, William Whewell y Adam Sedgewick antes de continuar sus viajes con Nathaniel Hawthorne y su familia. Mitchell nunca se casó, pero permaneció cerca de su familia inmediata durante toda su vida, incluso vivió en Lynn, Massachusetts con su hermana Kate y su familia en 1888.

## Profesora en Vassar College (1865-1888)
Aunque la propia Mitchell no tenía una educación universitaria, fue nombrada profesora de astronomía en el Vassar College por su fundador, Matthew Vassar, en 1865. Mitchell fue la primera persona nombrada para la facultad y también fue nombrada directora del Observatorio de Vassar College, un puesto que ocupó durante más de dos décadas. Mitchell también editó la columna astronómica de Scientific American durante su cátedra. Gracias en parte a la guía de Mitchell, Vassar College inscribió a más estudiantes en matemáticas y astronomía que la Universidad de Harvard desde 1865 hasta 1888.
Mitchell mantuvo muchos de sus métodos de enseñanza poco convencionales en sus clases: no informó de calificaciones ni ausencias; abogó por clases pequeñas y atención individualizada; e incorporó tecnología y matemáticas en sus lecciones. Aunque las opciones profesionales de sus estudiantes eran limitadas, nunca dudó de la importancia de su estudio de la astronomía. “No puedo esperar hacer astrónomos”, les dijo a sus estudiantes, “pero sí espero que vigorizarán sus mentes con el esfuerzo de lograr modos de pensar saludables. Cuando estamos irritados y angustiados por los pequeños cuidados, una mirada a las estrellas nos mostrará la pequeñez de nuestros propios intereses”.
Los intereses de investigación de la propia Mitchell eran bastante variados. Tomó fotografías de planetas, como Júpiter y Saturno, así como de sus lunas, y estudió nebulosas, estrellas binarias y eclipses solares. Luego desarrolló teorías en torno a sus observaciones, como la revolución de una estrella alrededor de otra en formaciones de estrellas dobles y la influencia de la distancia y la composición química en la variación del color de las estrellas. Mitchell a menudo involucraba a sus estudiantes con sus observaciones astronómicas tanto en el campo como en el Observatorio de la Universidad Vassar. Aunque comenzó a registrar las manchas solares a ojo en 1868, ella y sus estudiantes comenzaron a fotografiarlas a diario en 1873. Estas fueron las primeras fotografías regulares del sol y le permitieron explorar la hipótesis de que las manchas solares eran cavidades en lugar de nubes en la superficie del sol. Para el eclipse solar total del 29 de julio de 1878, Mitchell y cinco asistentes viajaron con un telescopio de 4 pulgadas a Denver para realizar observaciones. Sus esfuerzos contribuyeron al éxito de los graduados en ciencia y astronomía de Vassar, ya que veinticinco de sus estudiantes aparecerían en Who's Who in America.
Después de enseñar en Vassar durante algún tiempo, se enteró de que, a pesar de su reputación y experiencia, su salario era inferior al de muchos profesores jóvenes. Mitchell y Alida Avery, la única otra mujer en la facultad en ese momento, insistieron en un aumento de salario y lo consiguieron. Enseñó en la universidad hasta su jubilación en 1888, un año antes de su muerte.

## Problemas sociales
En 1843, Mitchell dejó la Sociedad Religiosa de los Amigos y comenzó a seguir los principios unitarios, tiempo durante el cual también se involucró en el movimiento contra la esclavitud al negarse a usar ropa hecha de algodón sureño. Más tarde se involucró en una serie de temas sociales como profesora, en particular los relacionados con el sufragio y la educación de las mujeres. Se hizo amiga de varias sufragistas, incluida Elizabeth Cady Stanton. Después de regresar de un viaje a Europa en 1873, Mitchell se unió al movimiento nacional de mujeres y ayudó a fundar la Association for the Advancement of Women (AAW), un grupo dedicado a la reforma educativa y la promoción de la mujer en la educación superior. Mitchell se dirigió al Primer Congreso de Mujeres de la Asociación en un discurso titulado La educación superior de las mujeres en el que describió el trabajo de las mujeres inglesas que trabajan por el acceso a la educación superior en Girton College, Universidad de Cambridge. También llamó la atención sobre el lugar que tienen las mujeres en las ciencias y las matemáticas y alentó a otros a apoyar las universidades de mujeres y las campañas de mujeres para formar parte de los consejos escolares locales..Mitchell fue la segunda presidenta de la AAW en 1875 y 1876 antes de dejar el cargo para formar y encabezar un Comité de Ciencia especial para promover y analizar el progreso de las mujeres en este campo. Ocupó este cargo hasta su muerte en 1889.

## Muerte y honores
En 1848, Mitchell se convirtió en la primera mujer elegida miembro de la Academia Estadounidense de Artes y Ciencias. Se unió a la Asociación Estadounidense para el Avance de la Ciencia en 1850 y se hizo amiga de muchos de sus miembros, incluido el director de la Institución Smithsonian, Joseph Henry. En 1869, Mitchell se unió a Mary Somerville y Elizabeth Cabot Agassiz para convertirse en una de las primeras mujeres elegidas para la American Philosophical Society. Hanover College, Universidad de Columbia y Rutgers Female College otorgaron títulos honoríficos a Mitchell.
Durante su vida, Mitchell publicó siete artículos en el Catálogo de la Royal Society y tres artículos que detallan sus observaciones en el Diario de Silliman. También es autora de tres artículos populares para Hours at Home, Century y the Atlantic.

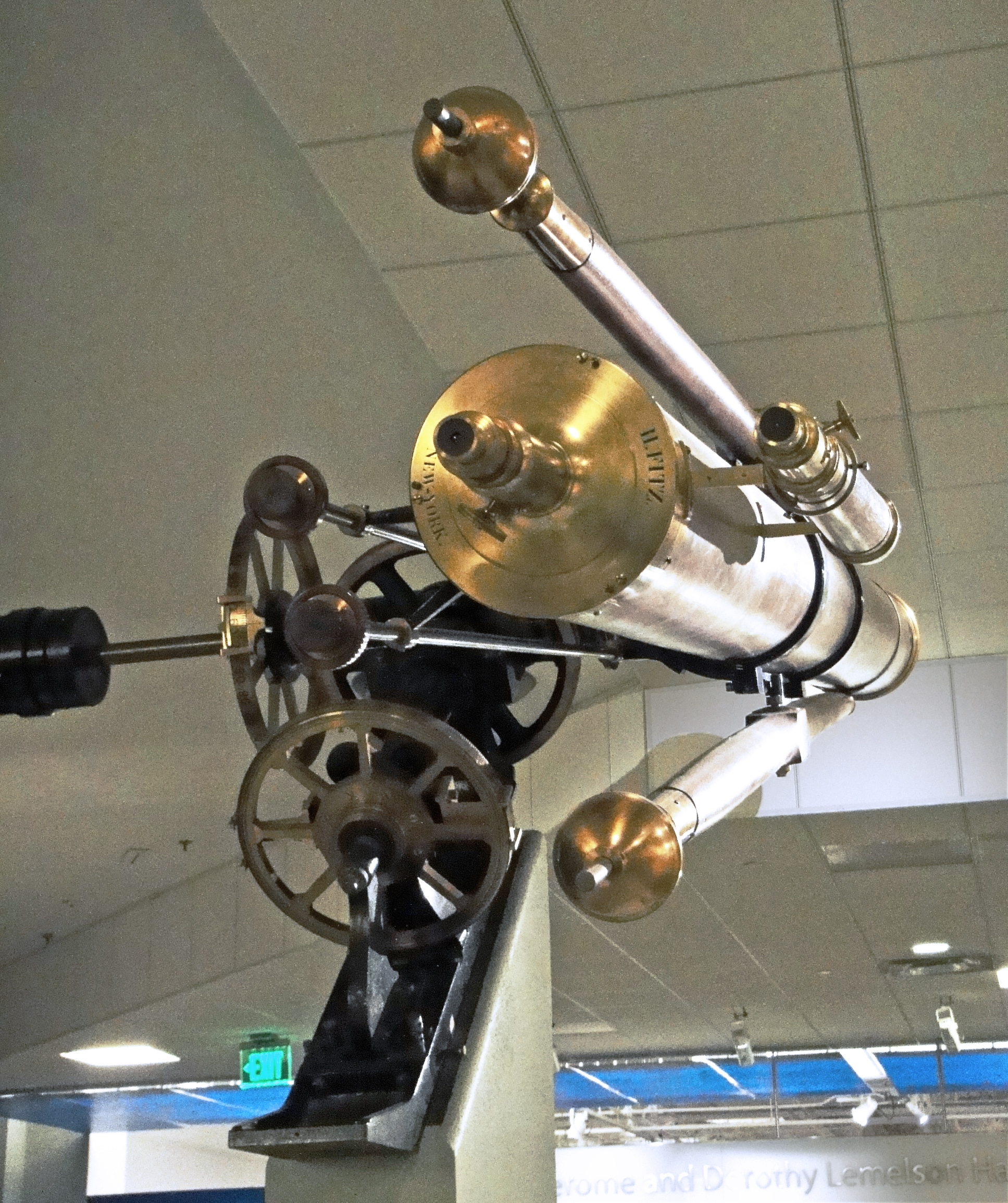
Telescopio de Maria Mitchell, en exhibición en el Museo Nacional de Historia Estadounidense de la Institución Smithsonian

Mitchell murió de una enfermedad cerebral el 28 de junio de 1889 a la edad de 70 años en Lynn, Massachusetts. Fue enterrada en el lote 411, en el cementerio Prospect Hill, Nantucket. Una organización, la Asociación Maria Mitchell, se estableció en Nantucket para preservar las ciencias en la isla y el trabajo de Mitchell. La Asociación opera un museo de historia natural, un acuario, una biblioteca de ciencias, la casa museo de Maria Mitchell y un observatorio llamado en su honor, el Observatorio Maria Mitchell.
Mitchell fue nombrada Homenajeada en el Mes Nacional de la Historia de la Mujer en 1989 por el Proyecto Nacional de Historia de la Mujer y fue incluida en el Salón Nacional de la Fama de la Mujer en 1994 Ella era la homónima de un barco Liberty de la Segunda Guerra Mundial, el SS Maria Mitchell, y el ferrocarril de cercanías Metro North de Nueva York (con su punto final de la línea Hudson en Poughkeepsie, cerca de Vassar College) tiene un tren llamado Maria Mitchell Comet. Un cráter en la luna también fue nombrado en su honor. El 1 de agosto de 2013, el motor de búsqueda Google honró a Maria Mitchell con un Doodle de Google que la mostraba en forma de caricatura en la parte superior de un techo mirando a través de un telescopio en busca de cometas.
Su lugar único en la intersección de la ciencia y la cultura estadounidenses ha sido capturado vívidamente en varias publicaciones recientes. En el reciente libro de Maria Popova, Figuring, publicado en 2019, Maria Mitchell sirve como la columna vertebral a través de la cual explora cómo la vida personal de las mujeres científicas y artistas interactúan con sus pasiones profesionales. Su vida también está brillantemente ilustrada en un libro para niños escrito por Hayley Barrett e ilustrado por Diana Sudkya llamado What Miss Mitchell Saw.